# 食品衛生責任者
食品衛生責任者（しょくひんえいせいせきにんしゃ）とは、食品衛生法に定められた営業所において衛生管理等を行う責任者である。食料品を扱う許可、届出事業者は営業施設ごとに食品衛生責任者を選任し保健所に届け出なければならない。

## 概要
飲食店、喫茶店などの調理営業や食品の販売業等に必要であり、許可や届出の対象となる施設では原則として食品衛生責任者を選任し、衛生管理等の業務を行うことを目的としている。

### 法令改正
法令改正により、2020年から食品衛生責任者は国の省令（食品衛生法施行規則）に直接に定められた資格に格上げされた
。さらに、営業者の責務として食品衛生責任者の意見を尊重することも法令に明記された。
法令改正前の従来の食品衛生責任者は国の法律や省令によって直接に定められておらず、厚生労働省の指針（ガイドライン）に基づき、都道府県、指定都市、中核市が条例で定める責任者としての立ち位置であった。

## 食品衛生責任者の職務と義務
- 衛生管理に当たる
- 法令の遵守のために必要な注意を行う
- 営業者に対し必要な意見を述べる
- 講習会を定期的に受講し食品衛生に関する新たな知見の習得に努める
- 営業者の指示に従い、衛生管理にあたること

## 営業者の責務
- 営業施設ごとに食品衛生責任者を定める
- 食品衛生責任者の意見を尊重する

## 受講資格
原則として誰でも受講できる。最近はeラーニング形式で受講できる地域もある。講習の費用、日時については地元の講習実施団体に問い合わせること。
以下の者は養成講習を受けなくても食品衛生責任者になれる。
- 医師、歯科医師、薬剤師、獣医師ならびに大学等において医学、歯学、薬学、獣医学、畜産学、水産学又は農芸化学の課程を修めて卒業した者
- 栄養士
- 調理師
- 船舶料理士
- 製菓衛生師
- 食鳥処理衛生管理者
- 食品衛生管理者
- ふぐ調理師
- 食品衛生指導員もしくはその経験者
- 食品衛生監視員

1997年4月以降に他県（政令市）の養成講習会を修了した者は、あらためて受講する必要はない（講習内容の全国標準化による）。

## 養成講習会
養成講習会の実施時期等は各講習機関によって異なる。講習カリキュラムは、1997年より全国で標準化されている。
都道府県や一部の保健所政令市が指定した講習会を各都道府県食品衛生協会がその都道府県内各地で実施している。講習のスケジュールや内容の詳細は最寄りの保健所に問い合わせること。

### 講習科目と時間数
1. 食品衛生学　2時間30分
2. 公衆衛生学　30分
3. 食品衛生法　3時間

### 修了証
講習会を修了した者には修了証が交付される。修了証は、開業や食品衛生責任者の変更の手続き等の際に、行政機関ヘ提示する。
また、希望者には営業所に掲示する食品衛生責任者プレート（様式は地域によって異なる）を有料で購入することも出来る。

## 食品衛生責任者実務（定期受講）講習
食品衛生責任者として実務に就いている者については、年1回、食品衛生責任者実務講習の受講が義務づけられている。各保健所の管轄区域単位で集合形式で行われている場合が多いが、eラーニング形式で実務講習が行われている地域もある。